# Gmina Tidaholm
Gmina Tidaholm (szw. Tidaholms kommun) – gmina w Szwecji, w regionie Västra Götaland, z siedzibą w Tidaholm.
Pod względem zaludnienia Tidaholm jest 181. gminą w Szwecji. Zamieszkuje ją 12 543 osób, z czego 50% to kobiety (6272) i 50% to mężczyźni (6271). W gminie zameldowanych jest 376 cudzoziemców. Na każdy kilometr kwadratowy przypada 24,11 mieszkańca. Pod względem wielkości gmina zajmuje 170. miejsce.